# Alaska Airlines

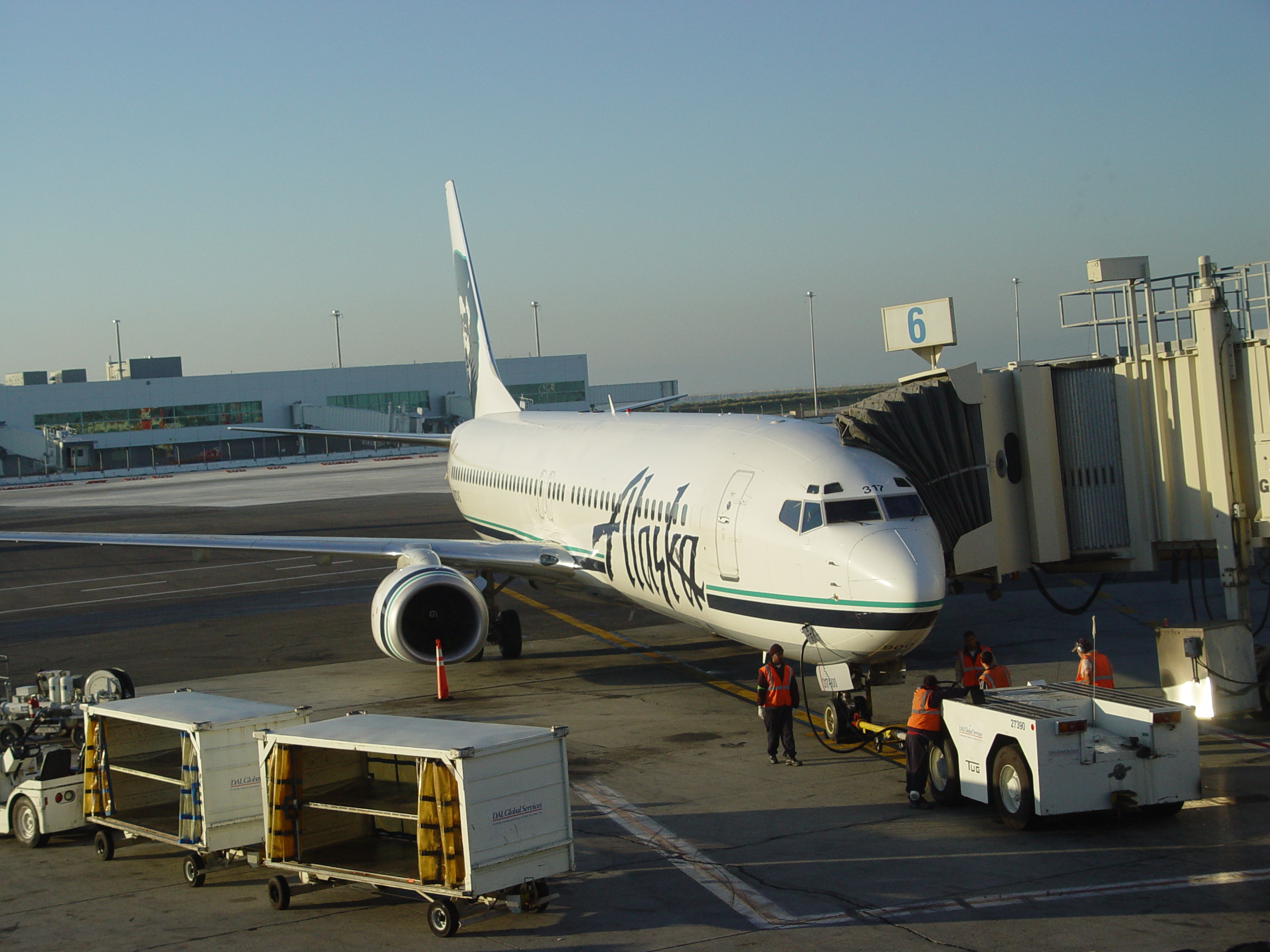
Alaska Airlines Boeing 737-900

Alaska Airlines är ett flygbolag med bas i SeaTac i delstaten Washington i USA, nära Seattle. Flygbolaget grundades 1932 som McGee Airways. Flygbolaget flyger till 129 destinationer.

## Destinationer

### Kanada
- Vancouver (Vancouver International Airport)

### Mexiko
- Loreto (Loreto International Airport)
- Cabo San Lucas (Los Cabos International Airport)
- Manzanillo (Playa de Oro International Airport)
- Mexico City (Mexico City International Airport)
- Ixtapa-Zihuatanejo (Ixtapa-Zihuatanejo International Airport)
- Guadalajara (Don Miguel Hidalgo y Costilla International Airport)
- Puerto Vallarta (Lic. Gustavo Díaz Ordaz International Airport)
- Cancún (Cancúns internationella flygplats)
- Mazatlán (General Rafael Buelna International Airport)

### USA
Alaska
- Adak (Adak Airport)
- Anchorage (Ted Stevens Anchorage International Airport) Hubb
- Barrow (Wiley Post-Will Rogers Memorial Airport)
- Bethel (Bethel Airport)
- Cordova (Merle K. (Mudhole) Smith Airport)
- Deadhorse/Prudhoe Bay (Deadhorse Airport)
- Dillingham (Dillingham Airport)
- Fairbanks (Fairbanks International Airport)
- Gustavus (Gustavus Airport)
- Juneau (Juneau International Airport)
- Ketchikan (Ketchikan International Airport)
- King Salmon (King Salmon Airport)
- Kodiak (Kodiak Airport)
- Kotzebue (Ralph Wien Memorial Airport))
- Nome (Nome Airport)
- Petersburg (Petersburg James A. Johnson Airport)
- Sitka (Sitka Rocky Gutierrez Airport)
- Wrangell (Wrangell Airport)
- Yakutat (Yakutat Airport)

Övriga USA
- Phoenix (Sky Harbor International Airport)
- Tucson (Tucson International Airport)
- Burbank (Hollywood Burbank Airport)
- Long Beach (Long Beach Airport)
- Los Angeles (Los Angeles International Airport) Hubb
- Oakland (Oakland International Airport)
- Ontario (LA/Ontario International Airport)
- Orange County (John Wayne Airport)
- Palm Springs, Kalifornien (Palm Springs International Airport)
- Sacramento (Sacramento International Airport)
- San Diego (San Diego International Airport)
- San Francisco (San Francisco International Airport) Hubb
- San Jose (San Jose International Airport)
- Denver (Denver International Airport)
- Miami (Miami International Airport)
- Orlando (Orlando International Airport)
- Atlanta (Hartsfield-Jackson Atlanta International Airport)
- Honolulu (Honolulu International Airport)
- Kahului (Kahului Airport)
- Kona (Kona International Airport)
- Lihue (Lihue Airport)
- Chicago (O'Hare International Airport)
- Boston (Logan International Airport)
- Minneapolis/Saint Paul (Minneapolis-Saint Paul International Airport)
- Las Vegas (McCarran International Airport)
- Newark (Newark Liberty International Airport)
- Portland (Portland International Airport) Hubb
- Austin (Austin-Bergstrom International Airport))
- Dallas/Fort Worth (Dallas-Fort Worth International Airport)
- Houston (George Bush Intercontinental Airport)
- Arlington (Ronald Reagan Washington National Airport)
- Bellingham (Bellingham International Airport)
- Seattle (Seattle-Tacoma International Airport) Bas
- Spokane (Spokane International Airport)

## Flotta
| Flygplanstyp                             | Antal | Säten (Första / Premium / Ekonomi) |
| Boeing 737 MAX 9                         | 64    | 178 (16/24/138)                    |
| Boeing 737-900ER                         | 79    | 178 (16/24/138)                    |
| Boeing 737-900                           | 12    | 178 (16/24/138)                    |
| Boeing 737 MAX 8                         | 1     | 159 (12/30/117)                    |
| Boeing 737-800                           | 59    | 159 (12/30/117)                    |
| Boeing 737-800F                          | 1     | Ingen (lastflyg)                   |
| Boeing 737-700                           | 11    | 124 (12/18/112)                    |
| Boeing 737-700F                          | 3     | Ingen (lastflyg)                   |
| Embraer E175 (Flygs av Horizon Air)      | 43    | 76 (12/12/52)                      |
| Embraer E175 (Flygs av SkyWest Airlines) | 42    | 76 (12/12/52)                      |
| Totalt                                   | 315   |                                    |

## Tidigare flotta
- Boeing 727
- Consolidated Catalina
- Convair 240
- Convair 990
- Curtiss C-46 Commando
- Douglas DC-3/C-47
- Douglas DC-4
- Douglas DC-6
- Douglas DC-9-82, -83
- Lockheed Hercules